# Молот Люцифера
«Молот Люцифера» (англ. Lucifer's Hammer) — постаполікаптичний науково-фантастичний роман американських письменників Ларрі Нівена та Джеррі Пурнелла, вперше надрукований 1977 року. У 1978 році номінований на премію «Г'юго» за найкращий роман. У 1993 році видавництво Innovation Comics опублікувало два випуски запланованої адаптації коміксів із шести частин.

## Сюжет
Коли заможний астроном-любитель Тім Гамнер відкриває нову комету, названу Гамнера-Брауна на честь її першовідкривачів, продюсер документальних фільмів Гарві Рендалл переконує Гамнера, щоб його мильна компанія стала спонсором телевізійного документального серіалу про комету. Політичне лобіювання сенатора Каліфорнії Артура Джеллісона зрештою схвалило спільну місію «Аполлон-Союз» (стиковка з Skylab B) для вивчення комети, яку ЗМІ охрестили «Молотом», яка, як очікується, пролетить поблизу Землі.
Наукове співтовариство запевняє громадськість, що зіткнення із Землею вкрай малоймовірне, але ядро комети розпадається на частини, і осколки врізаються в частину Європи, Африки, Мексиканської затоки, Тихого й Атлантичного океанів. Це призводить до вивержень вулканів, землетрусів і цунамі, руйнуються великі прибережні міста по всьому світу, помирають мільярди людей. Через величезну кількість води та сміття, викинутих в атмосферу, розпочинається новий льодовиковий період.
Одразу після удару стихії Китай, передбачаючи, що Радянський Союз стане занадто холодним для свого населення й буде змушений вторгнутися на територіюсвого сусіда, завдає превентивного ядерного удару по сусіду. Радянський Союз відповідає власними ядерними ракетами, запевняючи США, що вони не є їх ціллю.
Джеллісон вжив застережних заходів і перевіз своїх людей та запаси на власне ранчо. Він бере на себе керівництво та організовує легко захищену долину в передгір’ях Сьєрри, де розташоване його ранчо, яке отримало назву «Твердиня». Рендалл та Намнер поодинці досягають долини, їм дозволено зайти на її територію (на відміну від майже всіх інших біженців). Вчений Лабораторії реактивного руху та геній на ім'я Ден Форрестер отримує теплий прийом, коли повідомляє, що зберіг у схованку безцінні книжки-«інструкції».
Самоорганізовуються й інші групи. Залишки підрозділу армії Сполучених Штатів під командуванням сержанта Гукера вдаються до канібалізму, щоб вижити. До них приєднується злочинна група під керівництвом Аліма Нассора. Разом вони безуспішно шукають місце, яке не дуже захищене, але здатне підтримувати їх усіх. Преподобний Генрі Армітаж (збожеволів через катастрофу) з’являється та виправдовує «армію нового братства» за їхні злочини та канібалізм, заявляючи, що вони мають місію від Бога повернути людство до більш простого, нетехнологічного способу життя. Їхню експансію блокує «Твердиня», який також є їхнім єдиним серйозним суперником за чисельністю та силою. Вони атакують, але чисельні сили Джеллісона перемагають нападників за допомогою іприту та іншої зброї, виробленої Форрестером.
Діюча атомна електростанція неподалік також є метою Нового Братства. Захисники ледве витримують перший штурм і благають про допомогу. Люди Джеллісона не бажають відправляти його, оскільки сильно ослаблене Нове Братство більше не становить загрози для «Твердині», але астронавт Рік Деланті дає їм суворий вибір: залишатися в безпеці, хоча їхні нащадки будуть селянами, або напасти та знищити Нове Братство та використовувати електроенергію для відновлення цивілізації. Саме тоді Джеллісон помирає, але не раніше, ніж хворий старий віддасть вирішальний голос за останній з вище вказаних варіантів. Їм це вдається, і згодом виявилося, що вони на шляху до відновлення цивілізації.

## Літературне значення та відгуки
Спочатку Нівен і Парнелл представили історію видавцям як історію про вторгнення інопланетян, у якій інопланетяни скидають комету на Землю після того, як людство бореться з ними. Джим Баєн порадив написати лише історію про комету. Оригінальна ідея роману згодом була використана у романі «Ступня».
У тексті є принаймні одне посилання на попередню роботу авторів, через «Страховка Божевільного Едді», пряме посилання на «Піщинка в оці Божому» (опубліковано в 1977 році).
Джудіт Т. Ямамото у своїй рецензії для Library Journal сказала, що роман сповнений «хорошої, надійної науки, гігантського, але добре розробленого та скоординованого складу героїв, а також близько мегатонни напруженого хвилювання». Єдиним її негативним коментарем було те, що виступ на підтримку технологій може відштовхнути деяких читачів, але «загалом це хороша книга, якщо не чудова». У 1978 році «Молот Люцифера» був номінований на премію Г’юго за найкращий роман.
К. Бен Острандер зробив рецензію на «Молот Люцифера» в «Космічному гравцеві № 13». Острандер прокоментував: «Я рекомендую цю книгу.... Не пропустіть її, щоб отримати довгу, цікаву історію».